# Asociación de Bancos Andorranos
La Asociación de Bancos de Andorra (ABA) es una asociación de Andorra fundada el 11 de noviembre de 1960 que reúne a todas las entidades bancarias de Andorra. La asociación tiene como objetivos representar y defender los intereses de sus miembros, asegurar el prestigio de la banca andorrana, propiciar la colaboración con las administraciones públicas, entre otros. Los bancos de Andorra representan el 16% del PIB del país.
Las seis entidades bancarias del país son miembros y son:
- Andorra Banc Agrícol Reig; (Andbank).
- Mora Banc, SAU; antes Banca Mora, SA.[4]
- Mora Banc Grup, SA; antes Banca Coma y luego Banc Internacional d'Andorra, SA.[4]
- Grup Crédit Andorrà.
- BancSabadell d'Andorra, SA.
- Vall Banc, SAU